# سیارک ۵۸۱۲
سیارک ۵۸۱۲ (به انگلیسی: 5812 Jayewinkler، نامگذاری:1988PJ1) پنج هزار و هشتصد و دوازدهمین سیارک کشف شده‌است که در ۱۱ اوت ۱۹۸۸ کشف شد.
قدر مطلق سیارک برابر ۱۳٫۱۰ است.